# Projet Orange (album)
 (mars 2025).
Si vous disposez d'ouvrages ou d'articles de référence ou si vous connaissez des sites web de qualité traitant du thème abordé ici, merci de compléter l'article en donnant les références utiles à sa vérifiabilité et en les liant à la section « Notes et références ».
Albums de Projet Orange
Megaphobe
(2004)
L'album Projet Orange est le 1er album studio du groupe québécois Projet Orange sorti le 6 juin 2000. L'album subi un léger changement avec l'ajout de la chanson De Héros à Zéro en 2001. L'album est un bon succès et est vendu à plus de 15 000 exemplaires grâce aux chansons S'étend L'amer, Mystère Aérosol, La Pomme et De Héros à Zéro. La chanson La Pomme a été élu meilleur clip francophone en 2001 par MuchMusic. À la suite d'un accident de la route filmé en direct, la SAAQ commande la pièce De Héros à Zéro pour sensibiliser les gens à la vitesse sur les routes.  

## Pistes de L'album
Les treize pistes de cet album sont :
- 1. D-Max (4:41)
- 2. Mystère Aérosol (3:56)
- 3. Air Malin (4:47)
- 4. Téléaddiction (3:55)
- 5. S'étend L'amer (3:41)
- 6. La Pomme (3:55)
- 7. A.N.I. (Avenir Non-Identifié) (4:28)
- 8. Répondez (3:47)
- 9. Chute Libre (5:07)
- 10. Cité d'Ariane (Univers) (3:23)
- 11. Belle et Sans Armes (4:59)
- 12. Jamais de Mal (7:02)
- 13. De Héros à Zéro (3:41)

## Vidéoclips de l'album
- S'étend L'amer
- Mystère Aérosol
- La Pomme
- De Héros à Zéro